# Marc Raquil
Marc Raquil (født 2. april 1977 i Créteil, Frankrig) er en fransk atletikudøver (sprinter), der ved VM i 2003 på hjemmebane i Paris var en del af det franske stafethold, der vandt guld på 4 x 400 meter-distancen. Ved samme VM vandt han bronze i 400 meter-løbet.
Ved EM i Göteborg i 2006 vandt Raquil guld på både 400 meteren og 4 x 400 meter-stafetten som en del af det franske hold.